# Squalidus gracilis
Squalidus gracilis är en fiskart som först beskrevs av Temminck och Schlegel, 1846.  Squalidus gracilis ingår i släktet Squalidus och familjen karpfiskar.

## Underarter
Arten delas in i följande underarter:
- S. g. majimae
- S. g. gracilis